# Elsie Low
Pour les articles homonymes, voir Low.
Elsie Low (Dohrmann après son mariage), née le 25 juillet 1875 à Horndon-on-the-Hill (Essex, Royaume-Uni) et morte le 14 février 1909 à Waimate (Nouvelle-Zélande), est une botaniste, enseignante et militante néo-zélandaise du mouvement pour la tempérance.

## Biographie

### Jeunesse et éducation
Low naît à Horndon on the Hill, dans l'Essex, en Angleterre, le 25 juillet 1875. Elle est la benjamine des cinq enfants de Benjamin Low et Sabine Susanna, née Harris. Sa famille possède un magasin général à Horndon-on-the-Hill jusqu'à ce qu'ils émigrent en Nouvelle-Zélande en 1876. Benjamin Low devient le premier maître d'école à Willowby, près d'Ashburton. Benjamin et Sabine Low s'inscrivent tous deux au certificat d'enseignement et obtiennent leur diplôme en 1881. Ils enseignent à l'école de Willowby au cours des 21 années suivantes,.  
Elsie Low fréquente probablement l'école de Willowby et, en 1888, elle remporte une bourse pour étudier à l'Ashburton High School pendant trois ans.  Elle remporte une deuxième bourse de trois ans en 1891 et poursuit ses études à la Christchurch Girls' High School où elle est incitée par Helen Connon à postuler pour l'obtention d'une autre bourse pour assister au cours à l'université en 1894. Elle est sélectionnée et débute à l'université de Canterbury la même année. Ses études se concentrent sur les sciences naturelles, en particulier la botanique. 
Low obtient un Bachelor of Arts en 1897, puis poursuit avec une maîtrise au département de biologie, sous la direction du professeur Arthur Dendy. Les recherches de Low se concentrent sur la plante alpine endémique de Nouvelle-Zélande Haastia pulvinaris, communément connue sous le nom de mouton végétal. Avant les travaux de Low, le seul document publié sur cette plante provient du Hooker's Handbook of New Zealand Flora, publié trente ans auparavant. Low étudie la forme gris-vert de la plante et prépare un manuscrit en 1897. Elle décrit l'anatomie de la feuille, de la tige et de la racine de la plante et discute des adaptations nécessaires pour survivre dans un environnement extrême, à une altitude de 1 500 à 1 800 m. 
À cette époque, en Nouvelle-Zélande, les documents universitaires sont envoyés en Europe pour y être examinés. L'étude de Low est perdue en route, lorsque le bateau à vapeur Mataura fait naufrage dans le détroit de Magellan. Après la perte du document, qui constitue sa copie d'examen, Low se voit offrir en compensation un diplôme spécialisé de deuxième classe en anglais, français, botanique et biologie. Elle refuse et accepte à la place un poste d'enseignant pendant un an au lycée du district de Waimate. Low reprend en parallèle ses études et réécrit son ouvrage botanique, avec pour objectif de le publier en 1899, mais entre-temps, la structure des feuilles de Haastia pulvinaris est décrite par un autre article. Après analyse, la deuxième publication aurait permis à Low de recevoir un diplôme de première classe en anglais et en français, mais seulement de deuxième classe en botanique,.  

### Carrière professionnelle
En 1899, Low publie finalement son article sur Haastia dans la revue scientifique Transactions and Proceedings of the Royal Society of New Zealand. Il est lu par Arthur Dendy devant les membres de l'Institut philosophique de Canterbury.
En 1899, Low enseigne au Napier Girls' High School, puis déménage à Christchurch, où elle est chargée de cours pendant trois ans au Christchurch Girls' High School. Le 3 juin 1903, Elsie Low épouse Henry Dohrmann, un agriculteur de Christchurch, et abandonne l'enseignement, comme il est d'usage pour une femme à l'époque. Ils ont une fille, Adelheit Susanna Dohrmann, en 1905,,.   
Après son mariage, Low devient une personnalité importante du mouvement de la tempérance. Elle est présidente de la branche de la Women's Christian Temperance Union à Waimate de 1906 jusqu'à sa mort en 1909. Elle est également trésorière nationale du mouvement entre 1906 et 1907, secrétaire nationale correspondante entre 1907 et 1908 et surintendante du Département des médicaments non alcoolisés du syndicat, qui proteste contre les médecins prescrivant de l'alcool à des fins médicales. Low participe également à la campagne contre les jeux d'argent. Elle écrit pendant plusieurs années une chronique anonyme sur la tempérance dans le Waimate Times et prend la parole lors de nombreuses réunions publiques,.  
Low souffre de rhumatisme articulaire aigu lorsqu'elle est enfant, lui laissant des lésions cardiaques. Ses études et sa carrière d'enseignante sont interrompues par la maladie,. Elle meurt le 14 février 1909, à l'âge de 33 ans, à Waimate.

## Héritage
Ses amis et collègues se souviennent d’elle comme étant vive et enjouée. 
Une plaque en laiton à la Christchurch Girls' High School rappelle la période de sa vie passée par Low à Christchurch, en tant qu'élève mais aussi enseignante. En 2017, Low est sélectionnée parmi les « 150 femmes en 150 mots » de la Société royale de Nouvelle-Zélande, projet célébrant les contributions des femmes à la science et à la connaissance en Nouvelle-Zélande. 

## Publications
- (en) Elsie Low, « On the vegetative organs of Haastia pulvinaris. », Transactions and Proceedings of the New Zealand Institute, vol. 32,‎ 1900, p. 150–157 (ISSN 1176-6158 et 2744-4120, lire en ligne).